# Караїмська мова
Караї́мська мова (къарай тили; karaj tili) — мова караїмів (невеликої народності, що сповідує караїмізм), належить до кипчацько-половецької підгрупи кипчацької групи тюркських мов. Перебуває на межі вимирання, її носіями залишаються лише кількасот людей.

## Історія

### Караїми вКримутаЛитві
Походження караїмів, які проживають в Криму, є предметом багатьох суперечок і суперечностей. Труднощі з відновленням їхньої історії пов'язані з нестачею документів, що стосуються цього населення. Більшість відомої історії зібрано з листування між населенням караїмів та іншим населенням у 17-19 століттях (Akhiezer 2003). Крім того, велика кількість документів, що стосуються кримського населення караїмів, було спалено під час вторгнення росіян у 1736 році на столицю Татарського ханства Бахчисарай (Ахіезер 2003).
Деякі вчені стверджують, що караїми в Криму є нащадками караїмських купців, які мігрували до Криму з Візантійської імперії (Schur 1995). В одному конкретному випадку задокументовано міграцію караїмів зі Стамбула до Криму після пожежі в єврейському кварталі Константинополя (сучасний Стамбул) у 1203 році (Tsoffar 2006). Після тюрко-монгольської навали розселення купців у Криму, можливо, було заохочено в 13-14 століттях активними торговими шляхами з Криму до Китаю та Центральної Азії (Schur 1995).
З іншого боку, «багато вчених вважають караїмів нащадками хозарів, а згодом і половців», які прийняли караїмський юдаїзм. Кевін Алан Брук вважав зв'язок із хозарами історично неточною та неправдоподібною, хоча й неправдоподібною. стверджуючи талмудських євреїв (особливо ашкеназів) як справжніх зберігачів хозарської спадщини.
Третя гіпотеза говорить, що караїми є нащадками ізраїльських племен з часів першого вигнання ассирійського царя (720-ті роки до нашої ери). Караїмський учений Авраам Фіркович зібрав документи, що обґрунтовують цю теорію перед російським царем. Він вважав, що ізраїльтяни з Ассирії пішли на Північний Кавказ, а звідти з дозволу ассирійського царя на Кримський півострів. Він також стверджував, що знайшов надгробку Іцхака ха-Сангарі та його дружини, які, за його словами, були караїмами. Чи підробив Фіркович деякі надгробні написи та рукописи, є спірним.
Щодо походження караїмів у Литві також немає повної одностайності серед вчених. За литовською караїмською традицією вони прийшли з Криму в 1392 році, коли великий князь литовський Вітовт об'єднався з Тохтамишем проти білоординських татар і переселив до Литви 330 родин караїмів (Щур 1995). Хоча з лінгвістичної точки зору та узгоджується з традицією литовських татар, які стверджують, що вони походять із розпаду Золотої Орди, деякі сучасні історики сумніваються в цьому припущенні. Тим не менш, караїми оселилися переважно у Вільнюсі та Тракаї, зберігаючи татарську мову; існували також інші незначні поселення в Біржаї, Пасвалисі, Науямієстісі та Упиті. Попри історію 16-го і 17-го століть, яка включала хвороби, голод і погроми, Литва була дещо менше вражена такими потрясіннями, ніж навколишні території. В результаті литовські караїми мали відносне відчуття стабільності протягом тих років і зберігали свою ізоляцію як група, зберігаючи свою тюркську мову, а не залишаючи її для місцевих мов («Караїмська сторінка» 1998).

### Генетична приналежність караїмської мови
Караїм — член тюркської мовної сім'ї, групи мов Євразії, якою розмовляли історично кочові народи. У тюркській сім'ї караїм ідентифікується як член кипчакської мови, у свою чергу, як член західної гілки тюркської мовної сім'ї (Dahl et al. 2001). У межах західної гілки караїми входять до понто-каспійської підродини (Ethnologue 2007). До цієї мовної підродини належать також кримськотатарська мова України та Узбекистану, карачаєво-балкарська та кумицька в Росії. Близька спорідненість караїмів із кипчаками та кримськими татарами має сенс у світлі початків литовських караїмів у Криму.
Одна з гіпотез полягає в тому, що хозарська знать перейшла в караїмський юдаїзм наприкінці 8-го або на початку 9-го століття, і за нею пішла слідами частина загального населення. Це також могло статися пізніше, під монгольським пануванням, під час напливу людей з Візантії (Tütüncü et al. 1998). Як і для всіх тюркських мов, караїмська граматика характеризується аглютинацією і гармонією голосних. Генетичні докази включення караїмської мови до тюркської мовної сім'ї безперечні, засновані на загальноприйнятій лексиці та граматиці. Караїм має історичний порядок слів суб'єкт–об'єкт–дієслово, широку аглютинацію суфіксів, наявність гармонії голосних і відсутність класів роду чи іменників. Литовський караїм зберіг більшість цих тюркських рис, попри свою більш ніж шістсотлітню історію в середовищі литовської, російської та польської мов.
Більшість релігійної термінології караїмської мови є арабською за етимологією, що показує походження культури на Близькому Сході (Zajaczkowski 1961). Найдавніший вплив на лексику караїмів мали арабська та перська мови, а пізніше в її історії російська, українська та польська мови зробили значний внесок у лексику караїмів, які проживали в Росії, Україні, Польщі та Литві.

## Назви
- Караїмська мова
- Кримська мова

## Діалекти
Караїмська мова має три діалекти: кримський, який майже повністю збігається з середнім (orta yolaq) діалектом кримськотатарської мови, за винятком гебраїзмів, тракайський (діалект литовських караїмів) та галицький (або галицько-волинський) (діалект переселених на захід України караїмів). Відмінності між тракайським і галицьким діалектами: у фонетиці — сполучення ö/э, ÿ/и, ‘ä/е, ш/с, ж/з, ч/ц, дж/дз, эй/ай, нъл/лл, й/н(<нъ), в ауслауті х/к(<къ): öп‑/эп‑ «цілувати», кельгяньляр/кельгенлер «вони прийшли», баш/бас «голова», тережя/терезе «вікно», ач/ац «голодний», джан/дзан «душа», бармах/бармак «палець», булэй/булай «так», энъли/элли «п'ятдесят», майа/манъа «мені»; сполучення т’/к перед и, е: тис/кис «зуб», келди/келги «він прийшов»; в морфології — різну форму мають аффікси присудковості  і приналежності: ‑мын, ‑мин / ‑мен, ‑м; ‑сын, ‑син / ‑сен, ‑с; ‑й / ‑н; ‑йыз, ‑йиз, ‑йуз, ‑йÿз / ‑ныз, ‑низ, ‑нуз, ‑нÿз; в обох діалектах уживається дієприкметник на ‑адогъон: барадогъон «той, що йде туди»; синтаксис деформований під впливом слов'янських мов; у лексиці — єврейські запозичення, маса слов'янізмів, певна кількість арабо-персизмів.

## Писемність
Традиційна писемність караїмів, заснована на єврейському квадратному письмі, використовувалася аж до початку XX століття. У багатьох караїмських сім'ях досі зберігаються написані єврейським письмом рукописні збірки текстів різноманітного змісту, що іменуються маджмуа. Впродовж XX століття караїмські громади використовували також різні модифікації латинської абетки (Новий Тюркський Алфавіт, литовський і польський алфавіти) і кирилицю.
На сьогоднішній день литовські караїми використовують литовський варіант латинської абетки, а караїми Криму користуються на письмі кирилицею.

### Кириличний алфавіт караїмів Криму
Аа Бб Вв Гг Гъ гъ Дд Дж дж Ее1 Жж2 Зз Ии Йй Кк Къ къ Лл Мм Нн Нъ нъ Оо Ӧӧ Пп Рр Сс Тт Уу Ӱӱ Фф Хх Хъ хъ Цц2 Чч Шш Ъъ Ыы Ьь Ээ Юю1 Яя1
(1) Літери Е, Ю і Я використовуються лише після Л як показник м'якості
(2) Літери Ж і Ц використовуються лише в російських запозиченнях

## Приклад
«Заповіт» Т. Шевченка караїмською мовою галицького діалекту (переклав Зиґмунт Абрагамович)
| СОНДРАГИ́ КЛЕГІ́М Елсе́м, достла́р, Болсу́н ґері́м Кен да авла́к ерлерінде́ Укра́йнанин, ол сівімлі́м, Кен тізлері́ Кі керінґе́й, Ол Дніпрону́н екірмеґі Ба́рца анда́н есітільґе́й. Укра́йнадан Кен тенґізґе́ Дусма́н кани́н ол ельткенде́ О́лвахтин мен — айта́м сізґе́ — Тізні́, тавни́ Мен калдири́рм Да Йогарги́ Тенрімізґе́ Уца́рмен мен да я́лбарирм — Тек га́лі мен Бі́лмейм Ати́н… Сіз і́зніз кул буговлари́н, Те́кніз яма́н дусма́н кани́н Да азатла́р Янги́ дорда́ Унутмаґайсіз сіз мені́, Якси́ тутка́йсіз сагинцта́. |

Джерело: Українська бібліотека